# Río Mayas
Der Río Mayas ist ein 25 km langer linker Nebenfluss des Río Marañón, linker Quellfluss des Amazonas. Der Río Mayas durchquert den äußersten Nordosten der Region Ancash in West-Peru.

## Flusslauf
Der Río Mayas entsteht im Distrikt Conchucos der Provinz Pallasca etwa 8 km westlich der Ortschaft Mayas auf einer Höhe von etwa 4260 m. Das Quellgebiet liegt an der kontinentalen Wasserscheide im Osten der peruanischen Westkordillere. Der Río Mayas fließt in östlicher Richtung durch das Bergland und passiert die Ortschaft Mayas. Auf den letzten 3 Kilometern wendet sich der Fluss nach Norden und mündet schließlich auf einer Höhe von 1560 m in den Río Marañón. Auf den unteren 11 Kilometern bildet der Fluss die Grenze zum südlich gelegenen Distrikt Acobamba, der zur Provinz Sihuas gehört.

## Einzugsgebiet
Der Río Mayas entwässert ein Areal von etwa 137 km² am Ostrand der peruanischen Westkordillere. Das Einzugsgebiet liegt in den Distrikten Conchucos (Provinz Pallasca) und Acobamba (Provinz Sihuas). Im Süden grenzt das Einzugsgebiet des Río Mayas an das des Río Actuy, im Westen an das des Río Conchucos, eines Zuflusses des Río Tablachaca, sowie im Norden an das des Río Llamara.